# 上秀茂坪巴士總站
上秀茂坪巴士總站（英文：Sau Mau Ping (Upper) Bus Terminus）或稱秀茂坪（上）公共運輸交匯處（英文：Sau Mau Ping (Upper) Public Transport Interchange）位於香港九龍觀塘區秀茂坪曉光街上，供公共巴士和小巴使用。

## 簡介
上秀茂坪巴士總站座落於介乎秀茂坪道與秀明道之間一段曉光街西行線外的山坡上，鄰近秀茂坪南邨和前馬游塘西堆填區。露天設計，有3條車坑，供2條專利巴士線及1條專線小巴線使用，連同曉光街西行線的巴士和小巴站，組成秀茂坪（上）公共運輸交匯處。
總站的巴士和小巴路線一向只在日間服務，以及途經秀茂坪前往九龍各區，如需使用九龍區特快、香港島、新界和深宵交通服務，須到曉光街、秀茂坪道或秀明道。秀茂坪邨重建項目1990年代進行期間，總站路線亦緊隨著步伐進行大改革，為重建後遷入的居民提供更適合的交通服務。
2010年12月1日起，根據《2010年吸煙（公眾衛生）（指定禁煙區）（修訂）公告》，把包括本站在內的129個露天及2個有上蓋建築物的公共運輸設施（即公共運輸交匯處或巴士總站）劃為禁止吸煙區。

## 示意列表
本公共運輸交匯處由4個候車月台組成，3個設在巴士總站內，1個設在曉光街西行線上：
總站內3個候車月台，各由1條車坑組成，供2條專利巴士及1條專線小巴路線使用，車輛可以直接從曉光街東行線右轉駛入；
餘下的1個候車月台設於曉光街西行線上，供巴士、小巴和的士使用。
| 秀茂坪（上）公共運輸交匯處 | 秀茂坪（上）公共運輸交匯處    | 秀茂坪（上）公共運輸交匯處 | 秀茂坪（上）公共運輸交匯處 | 秀茂坪（上）公共運輸交匯處 |
| 候車月台                   | 車站編號                      | 車站名稱                   | 路線                       | 目的地                     |
| -------------------------- | ----------------------------- | -------------------------- | -------------------------- | -------------------------- |
| 總站內                     | SA07-T-1000-0（九巴，已停用） | 秀茂坪南邨                 | 九龍區專線小巴34S線        | 觀塘（裕民坊）             |
|                            | SA07-T-1050-0（九巴）         | 上秀茂坪                   | 九龍巴士11C線              | 竹園邨                     |
|                            | SA07-T-1100-0（九巴）         | 上秀茂坪                   | 九龍巴士11X線              | 紅磡站                     |
| 總站外                     | HI06-W-1000-0（九巴）         | 上秀茂坪                   | 九龍巴士13D線              | 維港灣                     |
|                            |                               |                            | 九龍巴士13P線              | 麗閣                       |
|                            |                               |                            | 九龍巴士14D線              | 彩虹                       |
|                            |                               |                            | 九龍巴士88線               | 中秀茂坪                   |
|                            |                               |                            | 九龍巴士93A線              | 觀塘碼頭                   |
|                            |                               |                            | 九龍巴士95線               | 佐敦（西九龍站）           |
|                            |                               |                            | 九龍巴士213D線             | 中秀茂坪                   |
|                            |                               |                            | 九龍巴士290A線             | 荃灣西站                   |
|                            | 001718A（城巴）               |                            | 城巴E22P線                 | 機場（博覽館）             |
|                            |                               |                            | 城巴N26線                  | 東涌站                     |
|                            |                               |                            | 九龍巴士N216線             | 紅磡站                     |
|                            |                               |                            | 九龍巴士N293線             | 旺角東站                   |
|                            |                               |                            | 九龍區專線小巴60線         | 順利邨                     |
|                            |                               |                            | 九龍區專線小巴76B線        | 基督教聯合醫院             |
|                            |                               |                            | 新界區專線小巴13線         | 觀塘（仁愛圍）             |

## 總站路線

#### 九龍巴士11C線
竹園邨 ↔ 上秀茂坪
- 途經秀茂坪邨、基督教聯合醫院、翠屏邨、創紀之城、牛頭角下邨、德福花園、啟業邨、彩虹邨、志蓮淨苑、龍蟠苑、黃大仙祠、黃大仙上邨及天宏苑。

#### 九龍巴士290A線 (特別班次）
上秀茂坪 → 荃灣西站

#### 九龍區專線小巴34S線
秀茂坪南邨 ↔ 觀塘（裕民坊）
- 途經曉麗苑、和樂邨、觀塘市中心。

## 途經路線

#### 九龍巴士11X線
安泰（北） ↔ 紅磡站
- 途經安泰邨、安達邨、上秀茂坪、秀茂坪邨、基督教聯合醫院、和樂邨、創紀之城、國際展貿中心、偉恆昌新邨、家維邨及國際都會。

#### 九龍巴士13D線
寶達 ↔ 維港灣
- 途經上秀茂坪、秀茂坪邨、基督教聯合醫院、和樂邨、觀塘市中心、牛頭角上邨、淘大花園、啟業邨、采頤花園、九龍城警署、九龍醫院、旺角女人街及奧海城。

#### 九龍巴士13P線
寶達 → 麗閣
- 途經上秀茂坪、秀茂坪邨、基督教聯合醫院、和樂邨、觀塘市中心、創紀之城、德福花園、旺角女人街、旺角警署、深水埗北河街及怡靖苑。

#### 九龍巴士88線
中秀茂坪 ↔ 大圍站
- 途經秀茂坪邨、上秀茂坪、寶達邨、安達邨、安泰邨、彩雲邨、牛池灣、大老山隧道、沙角邨、沙田市中心及大圍。

#### 九龍巴士93A線
寶林 ↔ 觀塘碼頭
- 途經寶林邨、翠林邨、康盛花園、馬游塘、寶達邨、上秀茂坪、秀茂坪邨、曉麗苑、和樂邨及觀塘工業區。

#### 九龍巴士95線
翠林 ↔ 九龍站
- 途經康盛花園、馬游塘、寶達邨、上秀茂坪、秀茂坪邨、順利邨、彩雲邨、彩虹邨、彩虹道、法國醫院、旺角警署、旺角中心、港鐵油麻地站及佐敦道。

#### 九龍巴士213D線
中秀茂坪 ↺ 旺角
- 途經秀茂坪邨、上秀茂坪、寶達邨、安達邨、安泰邨、彩雲邨、牛池灣、采頤花園、新蒲崗、九龍城、法國醫院及旺角。

#### 九龍巴士290A線
將軍澳（彩明） ↔ 荃灣西站
- 途經調景嶺、尚德邨、將軍澳市中心、坑口、寶林、翠林邨、康盛花園、馬游塘、寶達邨、上秀茂坪、秀茂坪邨、順利邨、彩雲邨、黃大仙中心、畢架山花園、葵芳、葵興、大窩口及荃灣市中心。

#### 城巴E22P線
油塘 ↔ 航天城
- 途經寶達邨、上秀茂坪、秀茂坪邨、順天邨、順利邨、彩雲邨、彩虹邨、黃大仙中心、天馬苑、畢架山花園、青嶼幹線、國泰城、機場客運大樓及亞洲國際博覽館。

#### 城巴N26線
油塘 ↔ 東涌站（經機場）
- 途經油塘中心、高俊苑、廣田邨、德田邨、興田邨、上秀茂坪、秀茂坪邨、順天邨、順利邨、彩雲邨、彩虹邨、黃大仙祠、竹園邨、天宏苑、畢架山花園、青嶼幹線、機場客運大樓、國泰城、亞洲空運中心、機場管理局辦事處、昂坪360纜車總站及東涌市中心。

#### 九龍巴士N213線
尖沙咀東（麼地道） → 安泰（西）
- 途經新世界中心、栢麗購物大道、港鐵油麻地站、銀行中心、法國醫院、九龍城、新蒲崗、啟晴邨、麗晶花園、啟業邨、樂華邨、秀茂坪邨、上秀茂坪、寶達邨及安達邨。

#### 九龍巴士N216線
油塘 ↔ 紅磡站
- 途經油塘中心、高俊苑、廣田邨、德田邨、興田邨、上秀茂坪、秀茂坪邨、順天邨、順利邨、彩雲邨、彩虹邨、彩虹道、法國醫院、旺角警署、銀行中心、港鐵油麻地站、栢麗購物大道、新世界中心、香港科學館及國際都會。

#### 九龍巴士N290線
荃灣西站 ↔ 日出康城
- 途經荃灣市中心、大窩口、葵興、葵芳、畢架山花園、黃大仙中心、彩雲邨、順利邨、秀茂坪邨、上秀茂坪、寶達邨、馬游塘、康盛花園、翠林邨、寶林、坑口、尚德邨、調景嶺、將軍澳市中心及百勝角。

#### 九龍巴士N293線
尚德 ↔ 旺角（柏景灣）
- 途經將軍澳廣場、東港城、景林邨、寶林邨、翠林邨、康盛花園、馬游塘、寶達邨、上秀茂坪、秀茂坪邨、曉麗苑、和樂邨、觀塘市中心、牛頭角上邨、淘大花園、啟業邨、采頤花園、法國醫院、旺角警署及旺角女人街。

#### 九龍區專線小巴60線
藍田（平田邨） ↔ 順利邨（新利街）
- 途經平田邨、康逸苑、興田邨、上秀茂坪、秀茂坪邨、順天邨及順安邨。

#### 九龍區專線小巴76B線
基督教聯合醫院 ↔ 油塘
- 途經曉麗苑、秀茂坪南邨、觀塘警署、匯景花園、鯉魚門廣場、油塘邨、康田苑、翠屏（南）邨、上秀茂坪、曉麗苑。

#### 新界區專線小巴13線
康盛花園／靈實醫院 ↔ 觀塘（裕民坊）
- 途經馬游塘、寶達邨、上秀茂坪、曉麗苑、和樂邨及觀塘市中心。

## 過往路線
過往總站路線
- 九龍巴士11X線，2021年3月8日延長至安泰（北）。
- 九龍巴士13A線
- 九龍巴士13C線
- 九龍巴士13D線，2001年7月8日延長至寶達
- 九龍巴士13E線
- 九龍巴士13K線

過往途經路線
- 九龍巴士216S線
- 九龍巴士293S線
- 城巴E22B線

## 車坑分佈
| 車坑分佈（以入口最左邊起計） | 車坑分佈（以入口最左邊起計） | 車坑分佈（以入口最左邊起計） |
| 車坑編號                     | 車坑數目                     | 路線 |
| ---------------------------- | ---------------------------- | --- |
| 1                            | 單坑                         | 專線小巴34S線 |
| 2                            | 單坑                         | 九龍巴士11C線 |
| 3                            | 雙坑                         | 九龍巴士11X線 |
| 4                            | 出口                         | 專線小巴13、60、76B、89B、89C線 九龍巴士13D、13P、14D、88、93A、95、213D、290A、N216、N290、N293線 過海隧道巴士613A線 城巴E22P、N26線 |

## 使用狀況
曾受秀茂坪邨重建影響，總站使用量偏低。但隨著重建完成，總站旁的秀茂坪南邨居民遷入，路線比以前更加多元化，吸引乘客到此候車。